# Zombie Apocalypse
Zombie Apocalypse é uma banda de crossover thrash/metalcore formada por membros de outros grupos como o Shai Hulud, Shallow Water Grave e  The Risk Taken, assim como ex-membros do grupo noventista de Nova Jersey Try.Fail.Try. Em 1998, os membros do Shai Hulud criaram um projeto com temática zumbi chamado Boddicker. O Boddicker chegou a gravar 2 músicas demo no mesmo ano, as quais nunca foram lançadas pela banda. Estas musicas do Boddicker hoje fazem parte do repertório do atual Zombie Apocalypse.
Suas músicas são caracterizadas por serem composições thrashcore agressivas, muito curtas e rápidas, e todas trazem zumbis e o próprio apocalipse como tema principal. Suas letras fazem menção não direta à política e usa de fortes imagens como metáfora para abordarem vários assuntos sociais, políticos e pessoais. A banda lançou dois álbuns: This Is a Spark of Life, pela gravadora Indecision Records, e um split com o grupo natural de Leeds, Reino Unido, e também entusiastas de zumbis, Send More Paramedics. Este trabalho foi batizado como Tales Told by Dead Men, teve lançamento na América do Norte pela gravadora Hell Bent Records e na Europa pela In at the Deep End Records. O Zombie Apocalypse ainda contribuiu com um cover da música Welcome to the Jungle para um tributo aos Guns N' Roses lançado pela Reignition Records.
Mesmo o termo "zombiecore" sendo usado para referenciar o Zombie Apocalypse, a banda nunca fez qualquer declaração definindo-se sob um gênero específico.

## Futuro
Em uma entrevista com a Lambgoat, Matt Fox revelou que a banda planeja o lançamento de um novo álbum, tendo algumas músicas já preparadas e o nome decidido. Porém, devido a conflitos de agenda, é incerta a data de conclusão do trabalho.

## Discografia
- 1998 - Demo Boddicker
- 2003 - This Is a Spark of Life - (pela Indecision Records)
- 2005 - Tales Told by Dead Men - split com a banda Send More Paramedics (pelas gravadoras In at the Deep End Records e Hellbent Records)

## Membros
- Matt Fox - Guitarra (guitarrista do Shai Hulud)
- Matthew Fletcher - Baixo (baixista do Shai Hulud)
- Ronen Kauffman - Vocais (ex-vocalista do Try.Fail.Try e The Hostage)
- Eric Dellon - Bateria e vocais (vocalista do Shai Hulud; baterista do Shallow Water Grave)
- Greg Thomas - Guitarra (guitarrista do Shai Hulud; vocalista do Shallow Water Grave)

## Bandas relacionadas
- Shai Hulud
- Try.Fail.Try
- The Risk Taken
- Shallow Water Grave